# Phaulomyces octotemni
Phaulomyces octotemni är en svampart som först beskrevs av T. Majewski, och fick sitt nu gällande namn av I.I. Tav. 1985. Phaulomyces octotemni ingår i släktet Phaulomyces och familjen Laboulbeniaceae.   Inga underarter finns listade i Catalogue of Life.